# Daniele Paponi
Daniele Paponi (Ancona, 16 aprile 1988) è un calciatore italiano, attaccante del Castelfidardo.

## Carriera

### Club
Cresciuto nelle giovanili della Dorica Torrette, con gli allenatori Lombardi Massimo, Graziosi Marco e Paolini Gianfranco, a pochi chilometri da Ancona, viene ingaggiato dal Parma, che inizialmente lo aggrega alla formazione primavera di Pietro Carmignani e successivamente alla prima squadra. Debutta in Serie A a 17 anni, il 22 ottobre 2005 in Fiorentina-Parma (4-1).
Nella stagione 2005-2006 colleziona 5 presenze in Serie A e una in Coppa Italia. Nella stagione 2006-2007 esordisce in Coppa UEFA nella partita casalinga del primo turno contro i russi del Rubin Kazan, segnando il gol della vittoria (1-0), e si ripete realizzando una rete e un assist vincente contro il Lens in trasferta. Il 20 dicembre 2006 segna il suo primo e unico gol in Serie A con un colpo dello scorpione contro il Messina. Disputa in questo campionato 11 gare.
Durante il campionato successivo trova poco spazio nella squadra emiliana e nel gennaio 2008 viene ceduto in prestito in Serie B al Cesena. A giugno dello stesso anno torna al Parma, appena retrocesso in Serie B, e il 20 gennaio 2009 passa in prestito al Rimini. Dopo l'esperienza culminata con la retrocessione in Lega Pro Prima Divisione della società romagnola, rientra al Parma dove svolge la preparazione pre-campionato con mister Guidolin per poi passare, il 31 agosto 2009, ultimo giorno della sessione di calciomercato, in prestito al Perugia, in Lega Pro Prima Divisione.
A fine campionato viene ingaggiato dal Bologna in uno scambio di compartecipazioni che vede fare il percorso inverso Gabriele Paonessa. Il 19 febbraio 2011 decide la partita contro il Palermo con un colpo di testa all'ultimo minuto. Il 22 giugno 2012 la compartecipazione con il Parma viene risolta a favore del Bologna.
Nell'estate 2012 svolge due settimane di prova presso la squadra belga del Beveren, la quale, dopo l'esito positivo del provino, non riesce a raggiungere l'intesa con il Bologna per il suo trasferimento. Nell'aprile 2013 trascorre dieci giorni di prova in Canada con il Montreal Impact. Al termine di questo periodo, il 19 aprile 2013 viene ufficializzato il trasferimento a titolo provvisorio fino al 31 dicembre, con diritto di riscatto in favore della squadra canadese. Dopo 23 presenze e 4 gol in tutto, fa ritorno al Bologna a fine prestito.
Nell'estate 2014 fa ritorno, in prestito per un anno, nella squadra della sua città natale, Ancona, militante in Lega Pro. Segna il suo primo gol in maglia dorica il 14 agosto, in occasione della sfida casalinga di Coppa Italia contro il Gubbio.
Dopo essere tornato per fine prestito al Bologna il 20 agosto 2015 viene ceduto a titolo definitivo al Latina in cambio di Marco Crimi.
Segna il suo primo gol con la maglia dei pontini nella partita valevole per il 41º turno di Serie B contro il L.R. Vicenza; chiude la stagione con un gol in 12 presenze nella serie cadetta. 
Nel 2017 firma con la Juve Stabia, dove resta per due stagioni e mezza; suo è il rigore segnato contro la Vibonese il 20 aprile 2019, che fa ottenere la promozione in Serie B con due giornate di anticipo. Tuttavia non segue le vespe in cadetteria perché nell'estate 2019 si trasferisce al Piacenza, sempre in Serie C. L'8 settembre realizza i suoi primi gol con la maglia biancorossa, una doppietta nella vittoria del Piacenza 1-3 in trasferta contro la Triestina. Il 9 giugno 2020, tramite un post pubblicato su Instagram, annuncia di aver rescisso il contratto con la società emiliana.
Il 1º settembre seguente firma un contratto biennale col Padova con cui non segnerà neanche un gol in 22 apparizioni.
Il 31 agosto 2021 passa al Bari in uno scambio con Giovanni Terrani.Il 29 settembre successivo segna la prima rete con i pugliesi, in occasione del successo per 2-0 in casa dell'ACR Messina. Conclude la stagione con i biancorossi collezionando 16 presenze e 3 gol contribuendo al ritorno in Serie B dei galletti. Nella stagione successiva rimane fuori rosa. 
Il 6 gennaio 2023 passa a titolo definitivo all'Imolese, in Serie C. Esordisce due giorni dopo nella sconfitta contro la Lucchese in casa per 0-2.
Rimasto svincolato, il 20 settembre 2023 firma un contratto fino al termine della stagione con la Fermana, in Serie C. Il 6 settembre 2024 firma per il Castelfidardo in Serie D.

### Nazionale
Nel 2007 ha fatto parte della Nazionale Under-20, con cui ha disputato 4 partite senza mai segnare.

## Statistiche

### Presenze e reti nei club
Statistiche aggiornate al 9 maggio 2024.
| Stagione           | Squadra            | Campionato         | Campionato | Campionato | Coppe nazionali | Coppe nazionali | Coppe nazionali | Coppe continentali | Coppe continentali | Coppe continentali | Altre coppe | Altre coppe | Altre coppe | Totale | Totale |
| Stagione           | Squadra            | Comp               | Pres       | Reti       | Comp            | Pres            | Reti            | Comp               | Pres               | Reti               | Comp        | Pres        | Reti        | Pres   | Reti   |
| ------------------ | ------------------ | ------------------ | ---------- | ---------- | --------------- | --------------- | --------------- | ------------------ | ------------------ | ------------------ | ----------- | ----------- | ----------- | ------ | ------ |
| 2005-2006          | Parma              | A                  | 5          | 0          | CI              | 0               | 0               | -                  | -                  | -                  | -           | -           | -           | 5      | 0      |
| 2006-2007          | Parma              | A                  | 11         | 1          | CI              | 2               | 0               | CU                 | 6                  | 2                  | -           | -           | -           | 19     | 3      |
| 2007-gen. 2008     | Parma              | A                  | 7          | 0          | CI              | 1               | 0               | -                  | -                  | -                  | -           | -           | -           | 8      | 0      |
| gen.-giu. 2008     | Cesena             | B                  | 22         | 2          | CI              | -               | -               | -                  | -                  | -                  | -           | -           | -           | 22     | 2      |
| 2008-gen. 2009     | Parma              | B                  | 7          | 2          | CI              | 2               | 1               | -                  | -                  | -                  | -           | -           | -           | 9      | 3      |
| Totale Parma       | Totale Parma       | Totale Parma       | 30         | 3          |                 | 5               | 1               |                    | 6                  | 2                  |             | -           | -           | 41     | 6      |
| gen.-giu. 2009     | Rimini             | B                  | 14         | 0          | CI              | -               | -               | -                  | -                  | -                  | -           | -           | -           | 14     | 0      |
| 2009-2010          | Perugia            | 1D                 | 21         | 0          | CI+CI-LP        | 0+3             | 0               | -                  | -                  | -                  | -           | -           | -           | 24     | 0      |
| 2010-2011          | Bologna            | A                  | 14         | 2          | CI              | 1               | 0               | -                  | -                  | -                  | -           | -           | -           | 15     | 2      |
| 2011-2012          | Bologna            | A                  | 1          | 0          | CI              | 3               | 1               | -                  | -                  | -                  | -           | -           | -           | 4      | 1      |
| 2012-apr. 2013     | Bologna            | A                  | 3          | 0          | CI              | 1               | 0               | -                  | -                  | -                  | -           | -           | -           | 4      | 0      |
| 2013               | Montréal Impact    | MLS                | 16+1       | 2          | CC              | 2               | 1               | CCL                | 4                  | 1                  | -           | -           | -           | 23     | 4      |
| gen.-giu. 2014     | Bologna            | A                  | 3          | 0          | CI              | -               | -               | -                  | -                  | -                  | -           | -           | -           | 3      | 0      |
| Totale Bologna     | Totale Bologna     | Totale Bologna     | 21         | 2          |                 | 5               | 1               |                    | -                  | -                  |             | -           | -           | 26     | 3      |
| 2014-2015          | Ancona             | LP                 | 22         | 4          | CI-LP           | 3               | 1               | -                  | -                  | -                  | -           | -           | -           | 25     | 5      |
| 2015-2016          | Latina             | B                  | 12         | 1          | CI              | -               | -               | -                  | -                  | -                  | -           | -           | -           | 12     | 1      |
| 2016-gen. 2017     | Latina             | B                  | 19         | 3          | CI              | 2               | 1               | -                  | -                  | -                  | -           | -           | -           | 21     | 4      |
| Totale Latina      | Totale Latina      | Totale Latina      | 31         | 4          |                 | 2               | 1               |                    | -                  | -                  |             | -           | -           | 33     | 5      |
| gen.-giu. 2017     | Juve Stabia        | LP                 | 12+2       | 4          | CI-LP           | -               | -               | -                  | -                  | -                  | -           | -           | -           | 16     | 4      |
| 2017-2018          | Juve Stabia        | C                  | 24+3       | 7+1        | CI+CI-C         | 2+0             | 2+0             | -                  | -                  | -                  | -           | -           | -           | 29     | 10     |
| 2018-2019          | Juve Stabia        | C                  | 31         | 12         | CI+CI-C         | 2+2             | 1+1             | -                  | -                  | -                  | SC-C        | 1           | 1           | 36     | 15     |
| Totale Juve Stabia | Totale Juve Stabia | Totale Juve Stabia | 70+5       | 23+1       |                 | 6               | 4               |                    | -                  | -                  |             | 1           | 1           | 82     | 29     |
| 2019-2020          | Piacenza           | C                  | 23         | 13         | CI+CI-C         | 2+2             | 0               | -                  | -                  | -                  | -           | -           | -           | 27     | 13     |
| 2020-2021          | Padova             | C                  | 16+6       | 0          | CI              | 1               | 0               | -                  | -                  | -                  | -           | -           | -           | 23     | 0      |
| 2021-2022          | Bari               | C                  | 16         | 3          | CI-C            | -               | -               | -                  | -                  | -                  | SC-C        | 2           | 0           | 18     | 3      |
| 2022-gen. 2023     | Bari               | B                  | 0          | 0          | CI              | 0               | 0               | -                  | -                  | -                  | -           | -           | -           | 0      | 0      |
| gen.-giu. 2023     | Imolese            | C                  | 3          | 0          | CI-C            | -               | -               | -                  | -                  | -                  | -           | -           | -           | 3      | 0      |
| 2023-2024          | Fermana            | C                  | 17         | 2          | CI-C            | 1               | 0               | -                  | -                  | -                  | -           | -           | -           | 18     | 2      |
| Totale carriera    | Totale carriera    | Totale carriera    | 331        | 59         |                 | 32              | 9               |                    | 10                 | 3                  |             | 3           | 1           | 376    | 72     |

## Palmarès

### Club

#### Competizioni nazionali
- Canadian Championship: 1

Montréal Impact: 2013
- Serie C: 2

Juve Stabia: 2018-2019 (girone C)
Bari: 2021-2022 (girone C)